# Liste der Biografien/Gale
Liste der Biografien |
Portal Biografien |
Personensuche
# |
A |
B |
C |
D |
E |
F |
G |
H |
I |
J |
K |
L |
M |
N |
O |
P |
Q |
R |
S |
T |
U |
V |
W |
X |
Y |
Z |
?
 
Ga |
Gb |
Gc |
Gd |
Ge |
Gf |
Gh |
Gi |
Gj |
Gk |
Gl |
Gm |
Gn |
Go |
Gp |
Gq |
Gr |
Gs |
Gu |
Gv |
Gw |
Gy |
Gz
 
Gaa |
Gab |
Gac |
Gad |
Gae |
Gaf |
Gag |
Gah |
Gai |
Gaj |
Gak |
Gal |
Gam |
Gan |
Gao |
Gap |
Gaq |
Gar |
Gas |
Gat |
Gau |
Gav |
Gaw |
Gax |
Gay |
Gaz
 
Gala |
Galb |
Galc |
Gald |
Gale |
Galf |
Galg |
Galh |
Gali |
Galj |
Galk |
Gall |
Galm |
Galo |
Galp |
Galr |
Gals |
Galt |
Galu |
Galv |
Galw |
Galy |
Galz
Die Liste der Biografien führt alle Personen auf, die in der deutschsprachigen Wikipedia einen Artikel haben. Dieses ist eine Teilliste mit 172 Einträgen von Personen, deren Namen mit den Buchstaben „Gale“ beginnt.

## Gale
- Gale, Anita, Baroness Gale (* 1940), britische Politikerin (Labour Party)
- Gale, Anthony (1782–1843), Befehlshaber des amerikanischen Marine Corps
- Gale, Anton Jože (1944–2018), jugoslawischer Eishockeytorwart
- Gale, Becher (1887–1950), kanadischer Ruderer
- Gale, Bob (* 1951), amerikanischer Drehbuchautor, Produzent und SchriftstellerBob Gale (* 1951)

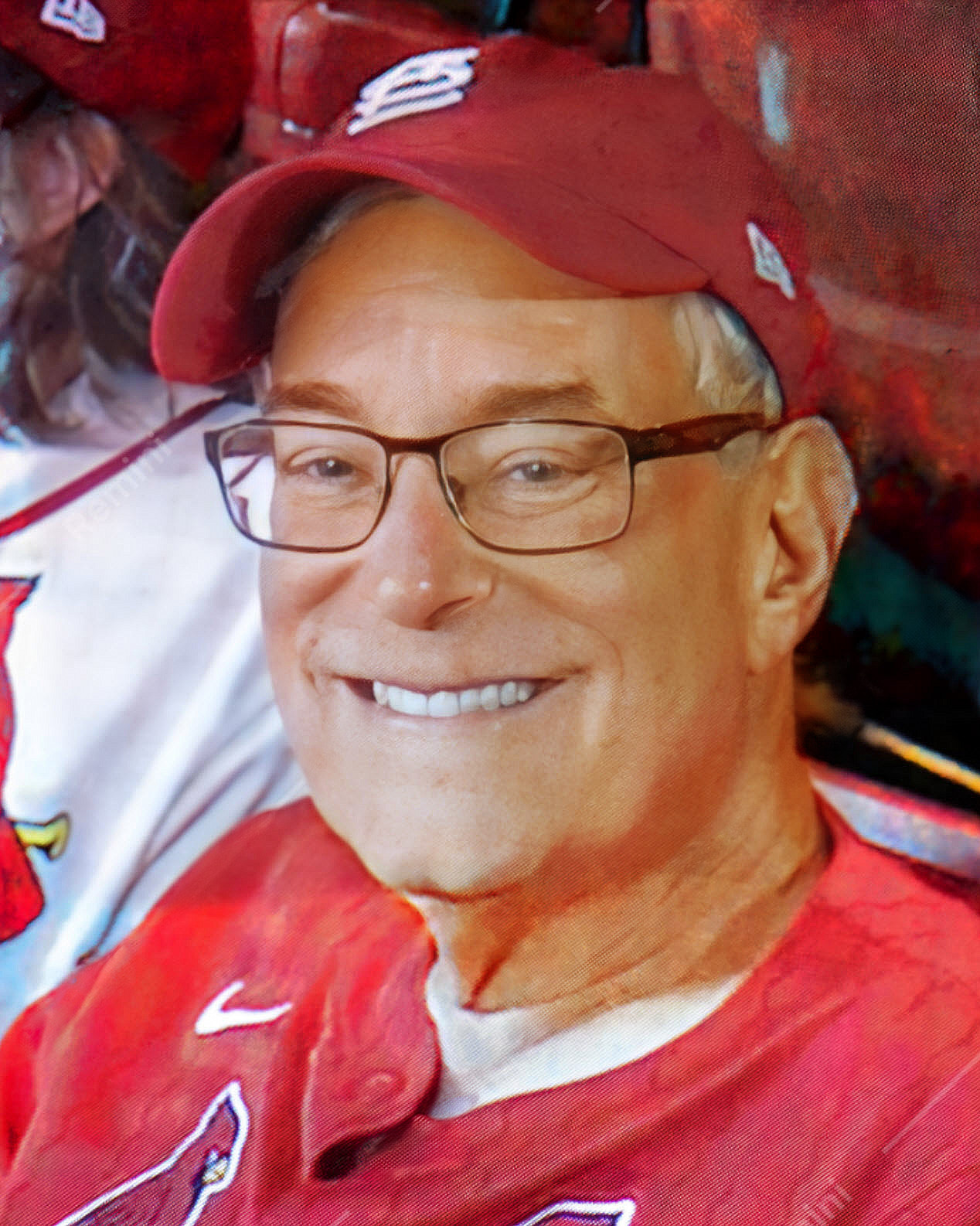
Bob Gale (* 1951)

- Gale, Charles (* 1957), kanadischer Physiker
- Gale, David (1921–2008), US-amerikanischer Mathematiker und Ökonom
- Gale, David (1936–1991), britischer Schauspieler
- Gale, Ed (1963–2025), US-amerikanischer Schauspieler und Stuntman
- Gale, Eddie (1941–2020), US-amerikanischer Jazz-Trompeter
- Gale, Eddra (1921–2001), US-amerikanische Schauspielerin und Sängerin
- Gale, Eric (1938–1994), amerikanischer Jazz- und Sessiongitarrist
- Gale, George (1756–1815), US-amerikanischer Politiker
- Gale, Guy (1918–1992), britischer Autorennfahrer
- Gale, Humfrey (1890–1971), britischer Generalleutnant
- Gale, Ian (* 1961), englischer Fußballspieler
- Gale, Jack († 2022), US-amerikanischer Jazz-, Theater- und Orchestermusiker (Posaune, Komposition, Arrangement)
- Gale, Jean (1912–1974), US-amerikanische Schauspielerin
- Gale, Joan (1912–1998), US-amerikanische Filmschauspielerin
- Gale, John (1953–2019), britischer Pokerspieler
- Gale, June (1911–1996), US-amerikanische Schauspielerin
- Gale, Kelly (* 1995), schwedisch-australisches Model und SchauspielerinKelly Gale (* 1995)

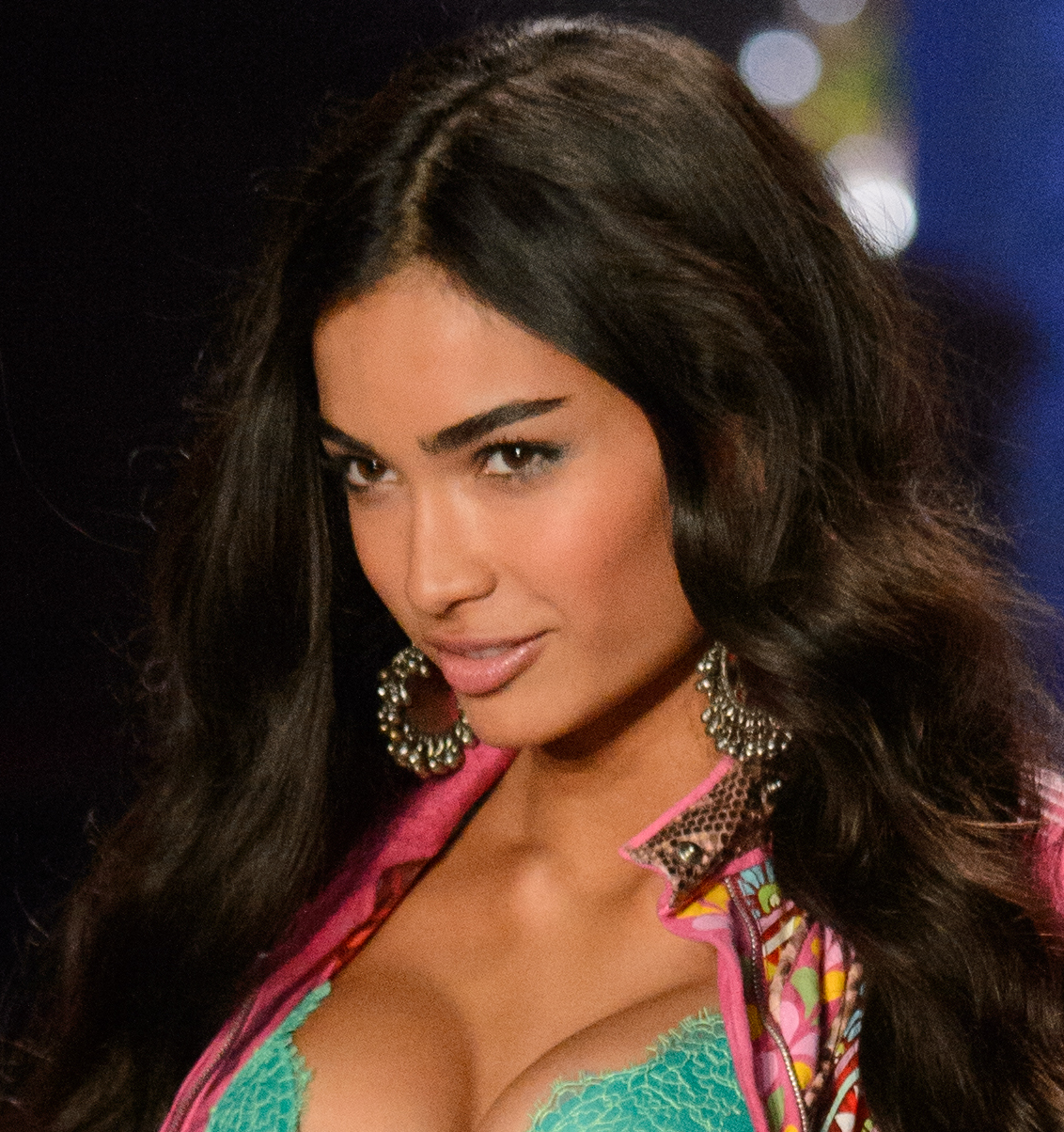
Kelly Gale (* 1995)

- Gale, Lauren (* 2000), kanadische Sprinterin
- Gale, Leo de (1921–1986), grenadischer Politiker und Generalgouverneur
- Gale, Levin (1784–1834), US-amerikanischer Politiker
- Gale, Marc van (* 1986), deutscher DJ und Musikproduzent
- Gale, Michael Denis (1943–2009), britischer Pflanzengenetiker
- Gale, Miha (* 1977), slowenischer Freestyle-Skier
- Gale, Norman (1862–1942), britischer Kinderbuchautor, Lyriker und Erzähler
- Gale, Oscar, honduranischer Schauspieler und Friseur
- Gale, Patrick (* 1962), britischer Autor von Romanen und Drehbüchern
- Gale, Peceli (* 1957), fidschianischer Rugbyspieler
- Gale, Richard (1896–1982), britischer General
- Gale, Richard Pillsbury (1900–1973), US-amerikanischer Politiker
- Gale, Robert P. (* 1945), US-amerikanischer Mediziner
- Gale, Rocky (* 1988), amerikanischer Baseballspieler
- Galé, Rodolfo (1928–1972), argentinischer Tangosänger
- Gale, Roger (* 1943), britischer Politiker (Conservative Party), Mitglied des House of Commons
- Gale, Sadie (1902–1997), australische Schauspielerin und Entertainerin
- Gale, Terry (* 1938), australischer Sprinter
- Gale, Thierry (* 2002), barbadischer Fußballspieler
- Gale, Thomas († 1702), britischer klassischer Philologe
- Gale, Tom (* 1998), britischer Leichtathlet
- Gale, Tony (* 1959), englischer Fußballspieler
- Gale, Tristan (* 1980), US-amerikanische Skeletonpilotin
- Gale, Vincent (* 1968), kanadischer Schauspieler und Synchronsprecher
- Gale, Walter Frederick (1865–1945), australischer Astronom und Banker
- Gale, William (1823–1909), englischer Maler und Radierer
- Gale, Zona (1874–1938), US-amerikanische Schriftstellerin

### Galea
- Galea Bason, Noel (* 1955), maltesischer Bildhauer und Medailleur
- Galea Soler, Matthew (* 2006), maltesischer Sprinter
- Galea, David, maltesischer Mountainbike- und Straßenradrennfahrer
- Galea, Emanuele (1891–1974), maltesischer römisch-katholischer Geistlicher und Weihbischof im Bistum Malta
- Gâlea, Ion (* 1978), rumänischer Jurist
- Galea, Louis (* 1948), maltesischer Politiker, Parlamentssprecher Maltas
- Galea, Ludwig, maltesischer Sänger und Teilnehmer am Eurovision Song Contest
- Galea, Mario (* 1962), maltesischer Politiker
- Galea, Michael (* 1979), maltesischer Fußballspieler
- Galea-Curmi, Joseph (* 1964), maltesischer Geistlicher, römisch-katholischer Weihbischof in Malta
- Galeano Garcés, Gloria Amparo (1958–2016), kolumbianische Botanikerin und Agrarwissenschaftlerin
- Galeano, Carlos (* 1950), kolumbianischer Radrennfahrer
- Galeano, Eduardo (1940–2015), uruguayischer Journalist, Essayist und SchriftstellerEduardo Galeano (1940–2015)

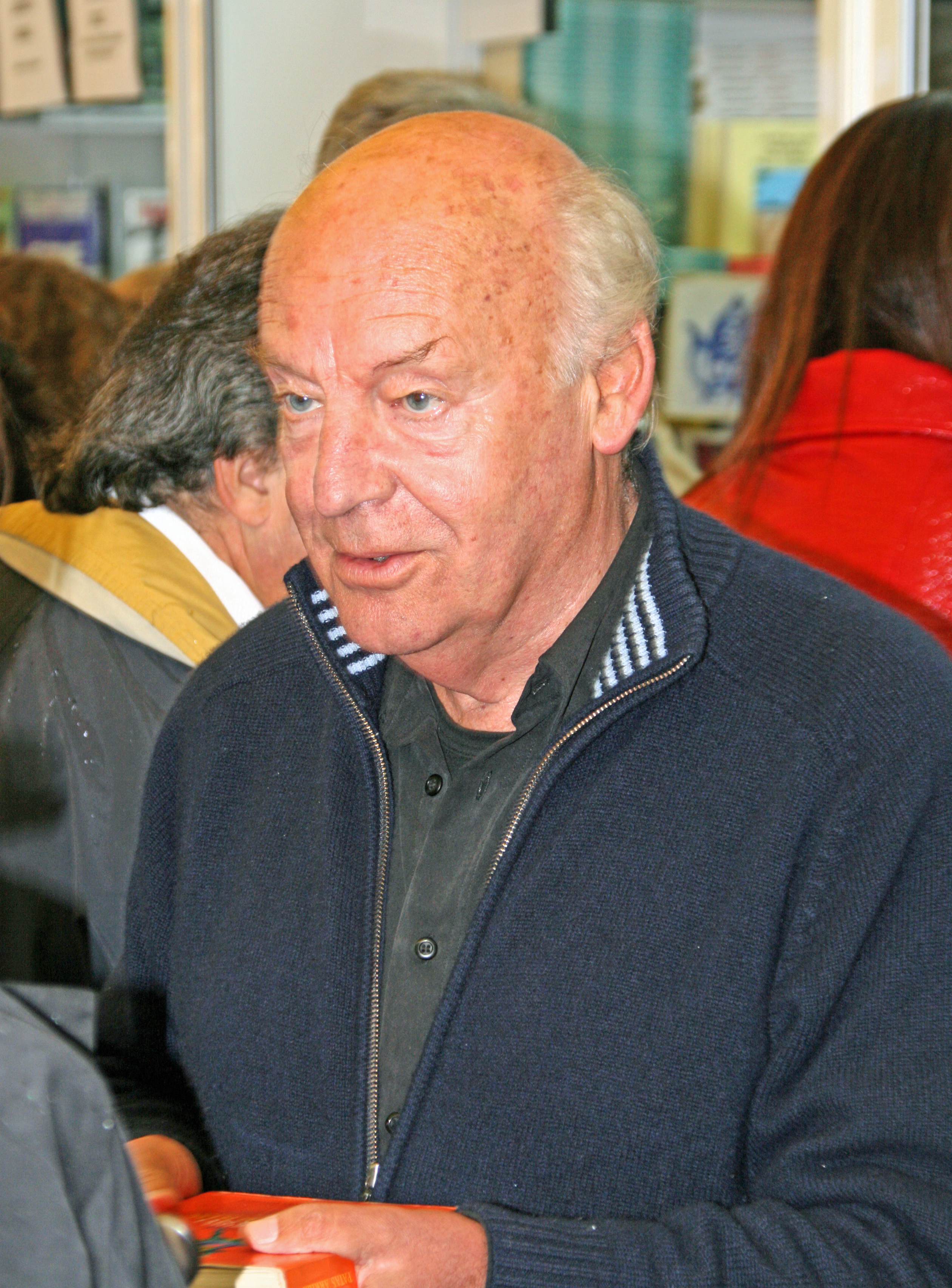
Eduardo Galeano (1940–2015)

- Galeano, José Jaime (1945–2021), kolumbianischer Radrennfahrer
- Galeati, Sebastiano (1822–1901), Erzbischof von Ravenna, Kardinal
- Galeazzi, Enrico Pietro (1896–1986), italienischer Architekt und Diplomat
- Galeazzi, Francesco (1758–1819), italienischer Geiger, Musiktheoretiker und Komponist
- Galeazzi, Gian Piero (1946–2021), italienischer Journalist und Ruderer
- Galeazzi, Lucilla (* 1950), italienische Sängerin
- Galeazzi, Ricardo (1931–1989), argentinischer Jazzmusiker (Kontrabass) und Weltmusik-Künstler
- Galeazzo di Santa Sofia († 1427), italienischer Arzt

### Galec
- Gałecki, Jan Stefan (1932–2021), polnischer römisch-katholischer Geistlicher, Weihbischof in Stettin-Cammin
- Galecki, Johnny (* 1975), US-amerikanischer SchauspielerJohnny Galecki (* 1975)

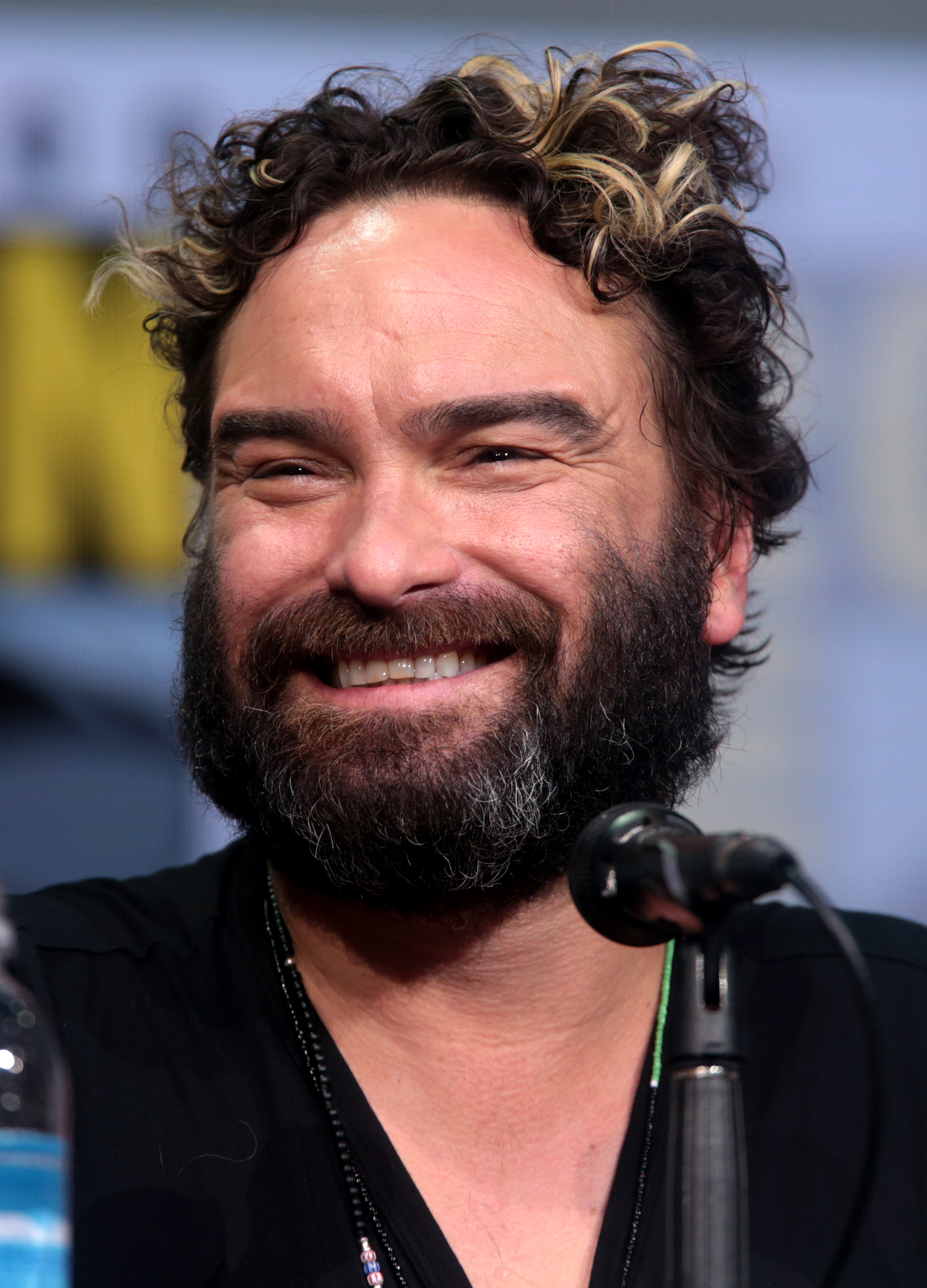
Johnny Galecki (* 1975)

- Gałecki, Kazimierz (1863–1941), polnischer Politiker und Diplomat

### Galee
- Galeen, Henrik (1881–1949), Drehbuchautor, Regisseur und Filmschauspieler

### Galef
- Galeffi (* 1991), italienischer Cantautore

### Galeg
- Galego, Luís (* 1966), portugiesischer Schachspieler

### Galeh
- Galehr, Anton (1900–1957), österreichischer Politiker (ÖVP), Landtagsabgeordneter zum Vorarlberger Landtag

### Galej
- Galejew, Albert Abubakirowitsch (1940–2022), sowjetischer bzw. russischer Astrophysiker

### Galek
- Galekovic, Eugene (* 1981), australischer Fußballspieler

### Galel
- Galeli, Oğuz (* 1967), österreichisch-türkischer Schauspieler und FotomodellOğuz Galeli (* 1967)

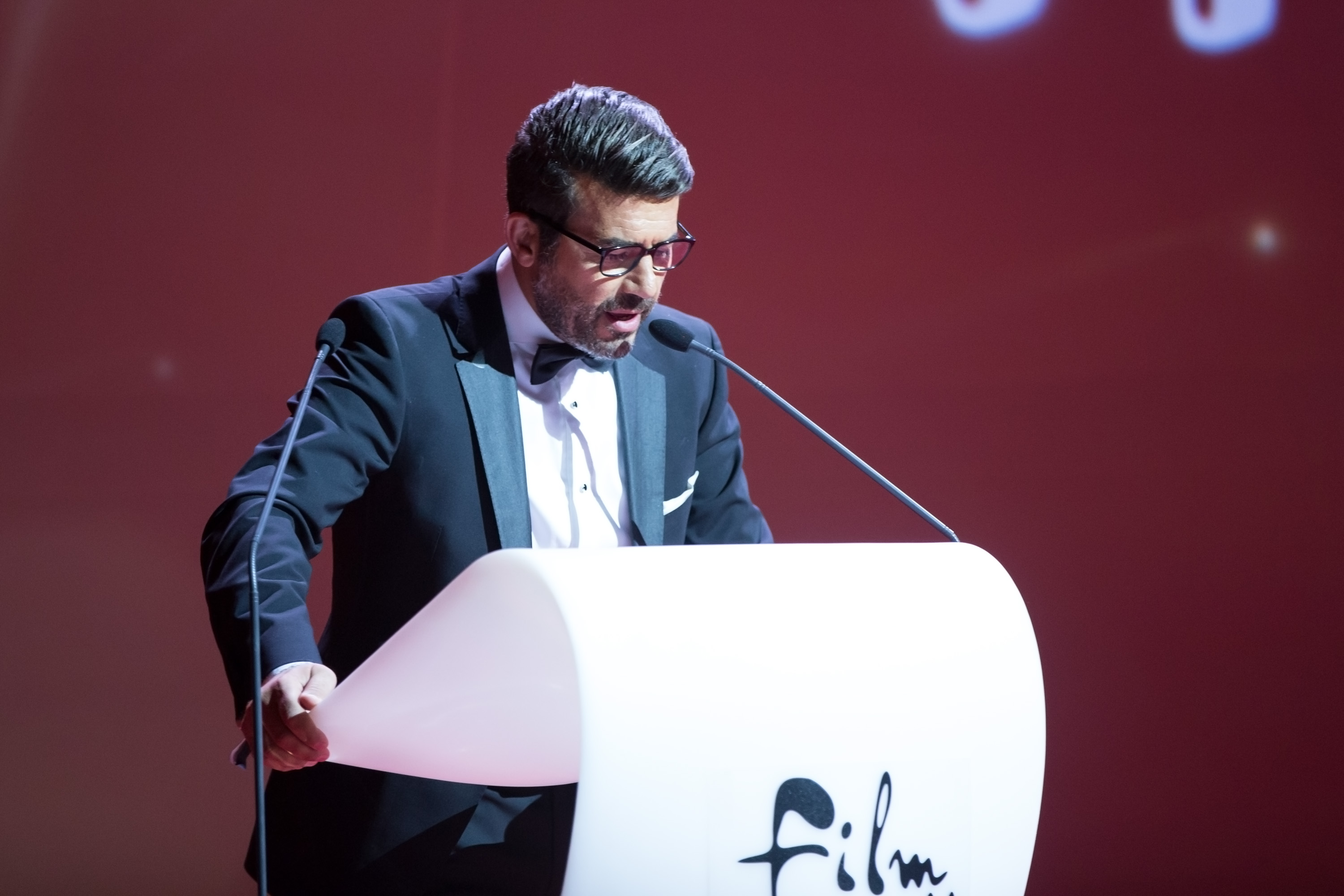
Oğuz Galeli (* 1967)

- Galella, Ron (1931–2022), US-amerikanischer Fotograf

### Galem
- Galemire, Julia (* 1923), uruguayische Schriftstellerin

### Galen
- Galen zu Assen, Christoph Heinrich von (1662–1731), Kaiserlicher Reichshofrat und Kämmerer
- Galen zu Assen, Clemens August Ferdinand von (1720–1747), Kämmerer und Domherr im Hochstift Münster
- Galen zu Assen, Clemens August Josef von (1748–1820), Droste im Amt Vechta und Hofmarschall im Hochstift Münster
- Galen zu Assen, Ferdinand Benedikt von (1665–1727), Domscholaster und Geheimrat im Hochstift Münster
- Galen zu Assen, Ferdinand von (1750–1803), Droste im Amt Vechta und Domkapitular im Hochstift Münster
- Galen zu Assen, Franz Heinrich Christian von (1679–1712), Domherr in verschiedenen Bistümern
- Galen zu Assen, Franz Wilhelm von (1648–1716), Erbkämmerer im Hochstift Münster und Amtsdroste in Vechta und Wildeshausen
- Galen zu Assen, Friedrich Christian von (1689–1748), Domdechant in Münster
- Galen zu Assen, Heinrich Ludwig von (1675–1717), Komtur des Malteser-Ritterordens
- Galen zu Assen, Johann Matthias von (1674–1716), Domherr in Münster
- Galen zu Assen, Karl Anton von (1679–1752), Droste im Amt Bocholt und Domherr in Münster, Minden und Osnabrück
- Galen zu Assen, Wilhelm Ferdinand von (1690–1769), Geheimrat und Amtsdroste im Amt Vechta
- Galen, August von (1866–1912), deutscher Landrat
- Galen, Augustinus von (1870–1949), Mönch, Priester und Gründer der Catholica Unio
- Galen, Barry van (* 1970), niederländischer Fußballspieler
- Galen, Christoph Bernhard Graf von (1907–2002), deutscher Adliger, Förderer katholischer Orden
- Galen, Christoph Bernhard von (1606–1678), Fürstbischof von Münster
- Galen, Clemens August Graf von (1878–1946), deutscher Bischof und KardinalClemens August Graf von Galen (1878–1946)

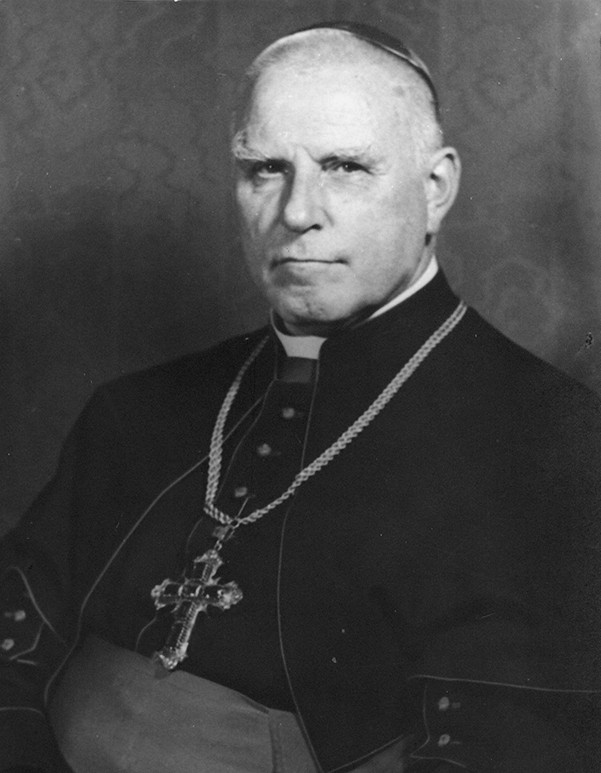
Clemens August Graf von Galen (1878–1946)

- Galen, Emanuel von (1877–1950), deutscher Gutsbesitzer und Politiker (NSDAP, DP), MdL
- Galen, Ferdinand Heribert von (1831–1906), deutscher Standesherr und Politiker (Zentrum), MdR
- Galen, Ferdinand von (1803–1881), preußischer Diplomat und Politiker
- Galen, Franz von (1879–1961), deutscher Gutsverwalter und Politiker der Zentrumspartei
- Galen, Friedrich Mathias von (1865–1918), deutscher Gutsbesitzer und Politiker (Zentrum), MdR
- Galen, Håkon († 1214), norwegischer Jarl
- Galen, Heinrich von († 1622), Subdiakon und Domherr in Münster
- Galen, Heinrich von († 1557), livländischer Ordensmeister des Deutschen Ordens
- Galen, Hermann von (1623–1674), Domherr in Münster
- Galen, Jobst von († 1575), Domherr in verschiedenen Bistümern
- Galen, Johan van (1604–1653), niederländischer Kapitän und Geschwader-Kommandeur
- Galen, Johann Heinrich von (1609–1694), Erbkämmerer und Amtsdroste in Vechta und Wildeshausen
- Galen, Johann Matthias von (1800–1880), Erbkämmerer im Bistum Münster
- Galen, Margarete von (* 1955), deutsche Juristin, Rechtsanwältin und RichterinMargarete von Galen (* 1955)

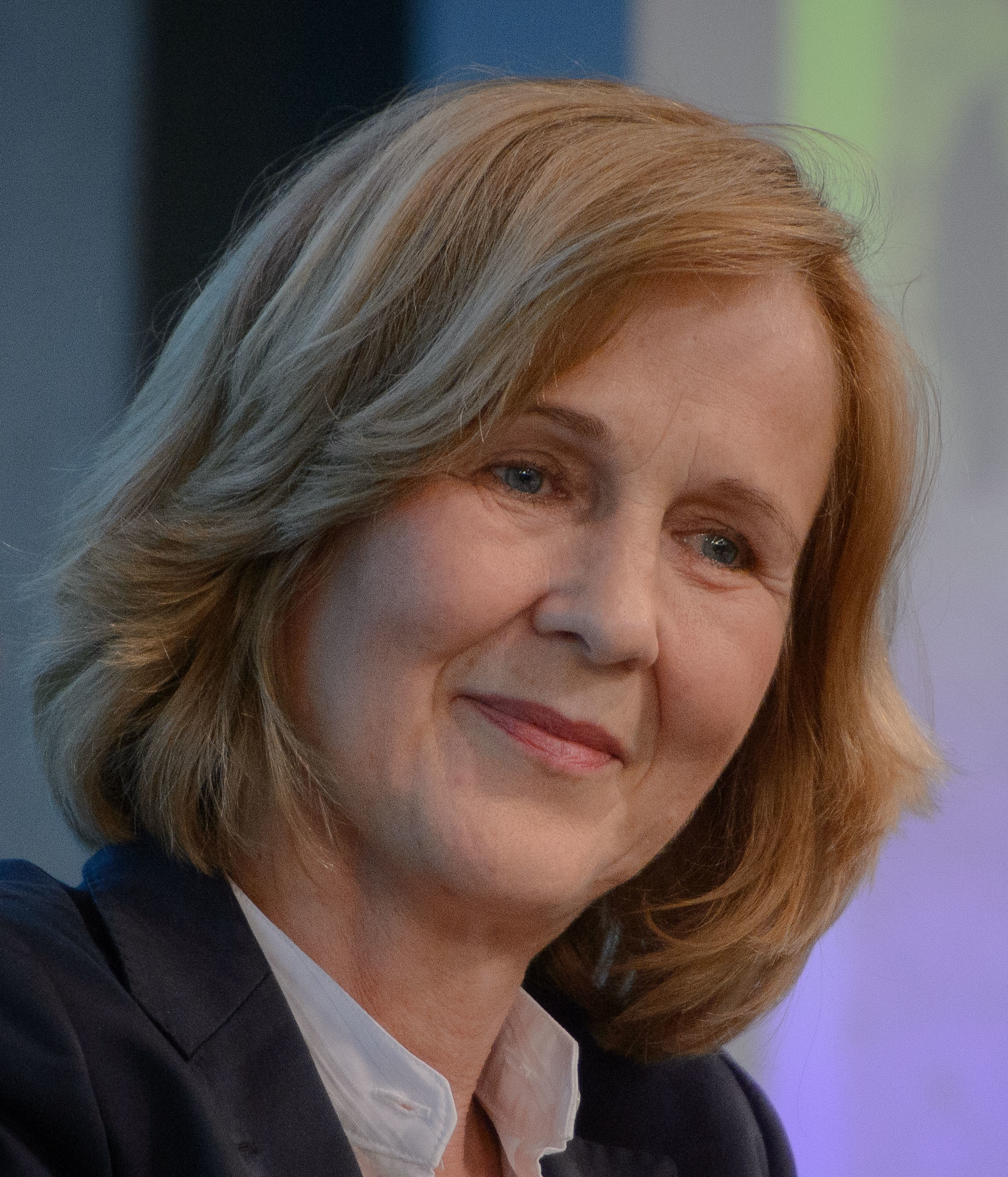
Margarete von Galen (* 1955)

- Galen, Maximilian Gereon von (1832–1908), deutscher römisch-katholischer Theologe und Weihbischof im Bistum Münster
- Galen, Philipp (1813–1899), deutscher Schriftsteller und Arzt
- Galen, Wilhelm Goswin Anton von (1678–1710), Erbkämmerer im Hochstift Münster
- Galenda, Christian (* 1982), italienischer Schwimmer
- Galenić, Katarina (* 1997), kroatische Badmintonspielerin
- Galenieks, Ivars (1952–2024), sowjetischer bzw. lettischer Jazz- und Klassischer Musiker (Kontrabass)
- Galeno (* 1997), brasilianischer Fußballspieler
- Galenos, griechischer Arzt und Anatom
- Galento, Tony (1910–1979), US-amerikanischer Schwergewichtsboxer
- Galentz, Saro (1946–2017), armenischer Maler und Hochschullehrer

### Galeo
- Galeone, Victor Benito (1935–2023), US-amerikanischer Geistlicher, römisch-katholischer Bischof von Saint Augustine
- Galeota, Michael (1984–2016), US-amerikanischer Schauspieler
- Galeote Tormo, Jesús (* 1951), spanischer Ordensgeistlicher und römisch-katholischer Apostolischer Vikar von Camiri
- Galeote, Gerardo (* 1957), spanischer Politiker (PP), MdEP
- Galeotti, Cesare (1872–1929), italienischer Komponist, Dirigent und Pianist
- Galeotti, Mark (* 1965), britischer HistorikerMark Galeotti (* 1965)

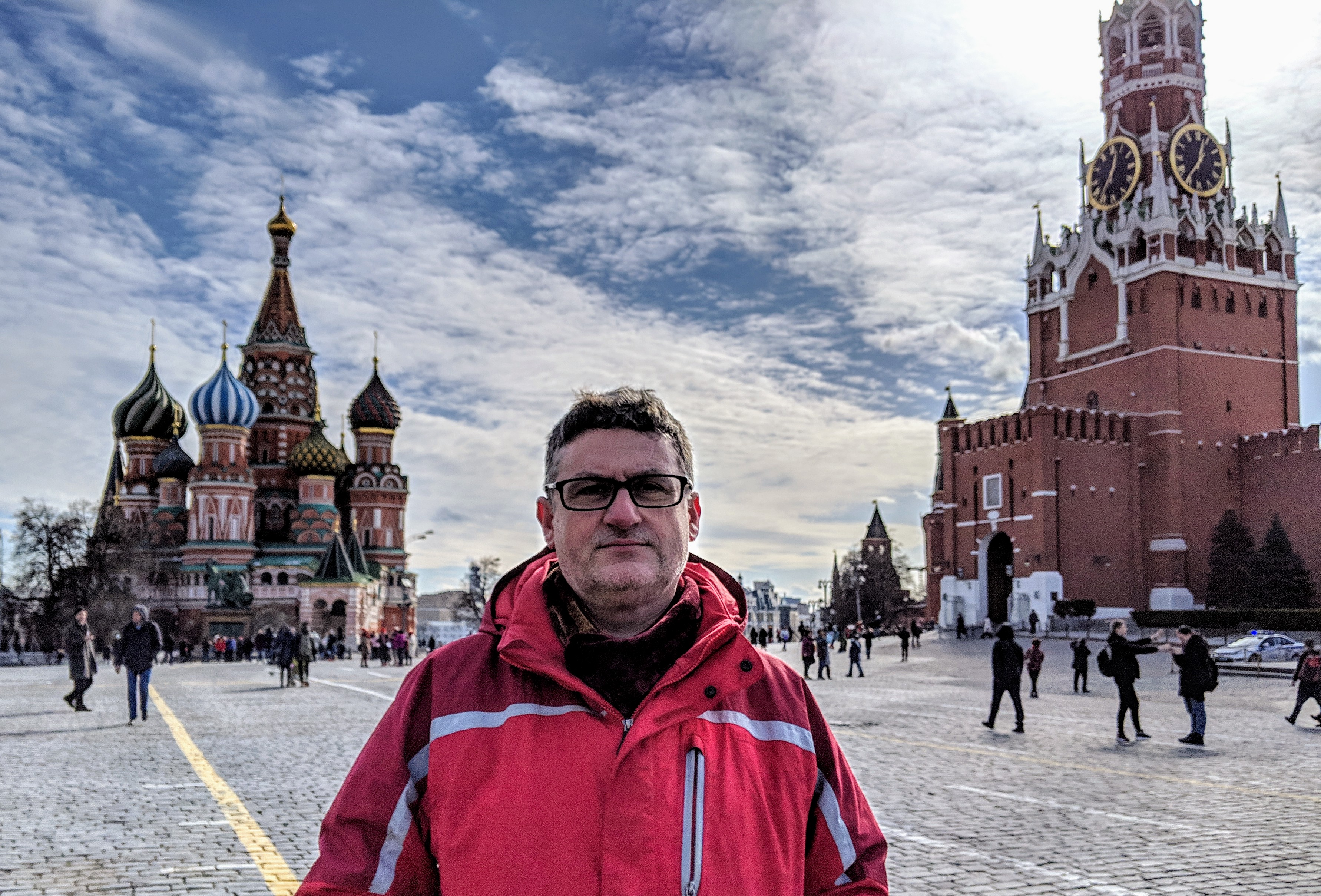
Mark Galeotti (* 1965)

- Galeotti, Stefano (* 1723), italienischer Komponist und Cellist
- Galeotto Manfredi (1440–1488), italienischer Condottiere und Herr von Faenza
- Galeotto, Pietro di († 1483), italienischer Maler

### Galer
- Galera Díez, Federico (* 1978), spanischer Skibergsteiger und Bergläufer
- Galera Flores, Roger (* 1978), brasilianischer Fußballspieler
- Galera, Daniel (* 1979), brasilianischer Schriftsteller und Übersetzer
- Galera, Joaquín (1940–2025), spanischer Radrennfahrer
- Galéra, Karl Siegmar von (1894–1969), deutscher Historiker
- Galera, Manuel (1943–1972), spanischer Radrennfahrer
- Galéran IV. (1104–1166), Graf von Meulan und Earl of Worcester
- Galéran V., Graf von Meulan
- Galeri, Diego (* 1968), italienischer Musiker
- Galeria Fundana, zweite Frau des römischen Kaisers Vitellius
- Galerius († 311), Kaiser des Römischen ReichesGalerius († 311)

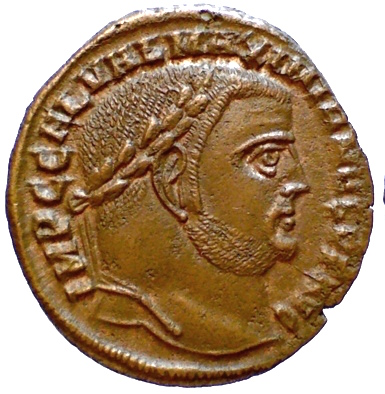
Galerius († 311)

- Galerius Maximus, römischer Richter, Priester und Politiker
- Galerius Trachalus, Publius, römischer Senator
- Galerius, Gaius, Präfekt der Provinz Ägypten
- Galeron, Henri (* 1939), französischer Illustrator und Briefmarkenkünstler

### Gales
- Gales, griechischer Vasenmaler
- Gales, Eric (* 1974), amerikanischer Blues-Rock-Gitarrist
- Gales, Joseph (1786–1860), US-amerikanischer Politiker
- Gales, Jules (1924–1988), luxemburgischer Fußballspieler
- Gales, Larry (1936–1995), US-amerikanischer Jazz-Bassist
- Gales-Maler, griechischer Vasenmaler
- Galešić, Niko (* 2001), deutsch-kroatischer Fußballspieler
- Galeske, Norbert (* 1961), deutscher Sportreporter
- Galeski, Erwin (* 1945), deutscher Fußballspieler
- Galestruzzi, Giovanni Battista, italienischer Maler und Radierer

### Galet
- Galet, Chloé (* 2001), französische Sprinterin
- Galet, Pierre (1921–2019), französischer Önologe, Fachmann für Rebenzüchtung und Ampelographie an der Universität Montpellier
- Galeta, Hotep Idris (1941–2010), südafrikanischer Jazzmusiker
- Galette, Alfons (1914–2006), deutscher Jurist und Politiker
- Galette, Junior (* 1988), haitianischer American-Football-Spieler
- Galetti, Carlo (1882–1949), italienischer Radrennfahrer
- Galetti, Carlo Andrea (1745–1806), oberitalienischer Altarbauer

### Galeu
- Galeuchet, David (* 1971), Schweizer Politiker (GP)

### Galew
- Galewicz, Martyna (* 1989), polnische Skilangläuferin
- Galewsky, Eugen (1864–1935), deutscher Dermatologe
- Galewsky, Louis (1819–1895), deutscher Unternehmer

### Galey
- Galey, Iris (* 1936), Schweizer Traumatherapeutin und Buchautorin
- Galey, Marcel (1905–1991), französischer Fußballspieler
- Galey, Thomas (1949–2010), deutscher Kunstpädagoge und Maler der Konkreten Kunst